# Fort Zachary Taylor Historic State Park

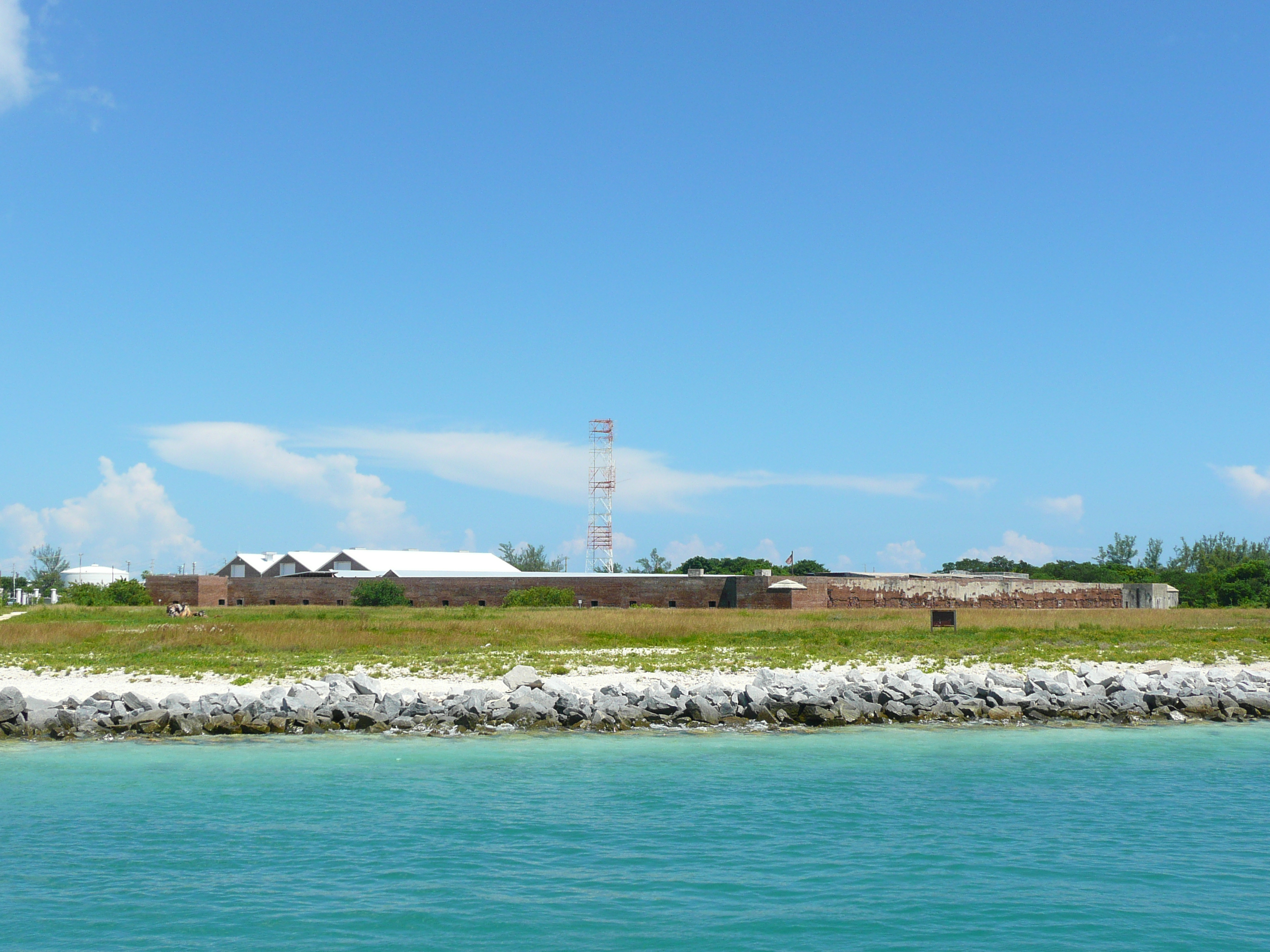
Fort Zachary Taylor

Der Fort Zachary Taylor Historic State Park ist der südlichste State Park im US-Bundesstaat Florida. Er liegt im Südwesten der Stadt Key West.

## Geographie
Der Park ist 22 Hektar groß und umfasst das Gelände der ehemaligen Küstenbefestigung Fort Zachary Taylor. Die Festung lag ursprünglich auf einer Untiefe etwa 350 Meter südwestlich der Insel Key West. In den 1960er Jahren wurde das Wasser zwischen dem Fort und der Insel durch Aushub von Nassbaggerarbeiten verfüllt, die neu gewonnene Landfläche wird Truman Annex genannt. Südlich des Forts wurde in den 1970er Jahren ein künstlicher Sandstrand aufgeschüttet. Bis 1989 wurde um das Fort ein neuer Graben angelegt, um Besuchern einen Eindruck vom Aussehen der Festung im 19. Jahrhundert zu vermitteln.

## Geschichte
Fort Zachary Taylor wurde ab 1845 zum Schutz des Hafens und der Stadt Key West errichtet und diente bis 1947 als Küstenbefestigung. Anschließend nutzte die US Navy die Anlage bis 1970 als Schrottplatz und übergab sie dann dem US-Innenministerium. Nachdem das benachbarte Fort Jefferson als National Historic Landmark eingetragen wurde, fragten sich engagierte Bürger, warum Fort Zachary Taylor nicht unter Schutz gestellt wurde. Ab 1968 begannen Howard England, ein ehemaliger Mitarbeiter der Navy-Anlage, und andere Bürger aus Key West damit, die innerhalb der Festung unter Sand verschütteten Kanonen und andere Militaria aus der Zeit des Sezessionskriegs auszugraben. Die Ausgrabungen dauerten zehn Jahre und förderten nicht nur Überreste von Geschützen, Kanonenkugeln und andere Waffen, sondern auch eine Meerwasserentsalzungsanlage aus der Mitte des 19. Jahrhunderts zutage. Die Ergebnisse der Ausgrabungen führten dazu, dass die ehemalige Festung 1971 in das National Register of Historic Places und zwei Jahre später als National Historic Landmark eingetragen wurde. 1976 wurde die Anlage dem Florida State Park Service übertragen, der sie im Juli 1985 als State Park dem Publikum öffnete. Heute ist der Park einer der am meisten besuchten State Parks in Florida. 
Noch immer sind nicht alle Teile des Forts freigelegt, da für die Ausgrabungen und die Restaurierung der Fundstücke nicht genügend finanzielle Mittel vorhanden sind. Auch der bauliche Zustand der Festung ist bedenklich. Der Ausbau der Ziegelmauern der Festung mit Beton gegen Ende des 19. Jahrhunderts hat zu Rissen im Mauerwerk geführt, so dass die Gefahr besteht, dass die Anlage einstürzt. Der Staat Florida gibt begrenzte, jedoch nicht ausreichende Mittel zur Sanierung der Festung. Der Förderverein des Parks, die Friends of Fort Taylor, sammelt Spendengelder, um die Sanierung voranzutreiben. 

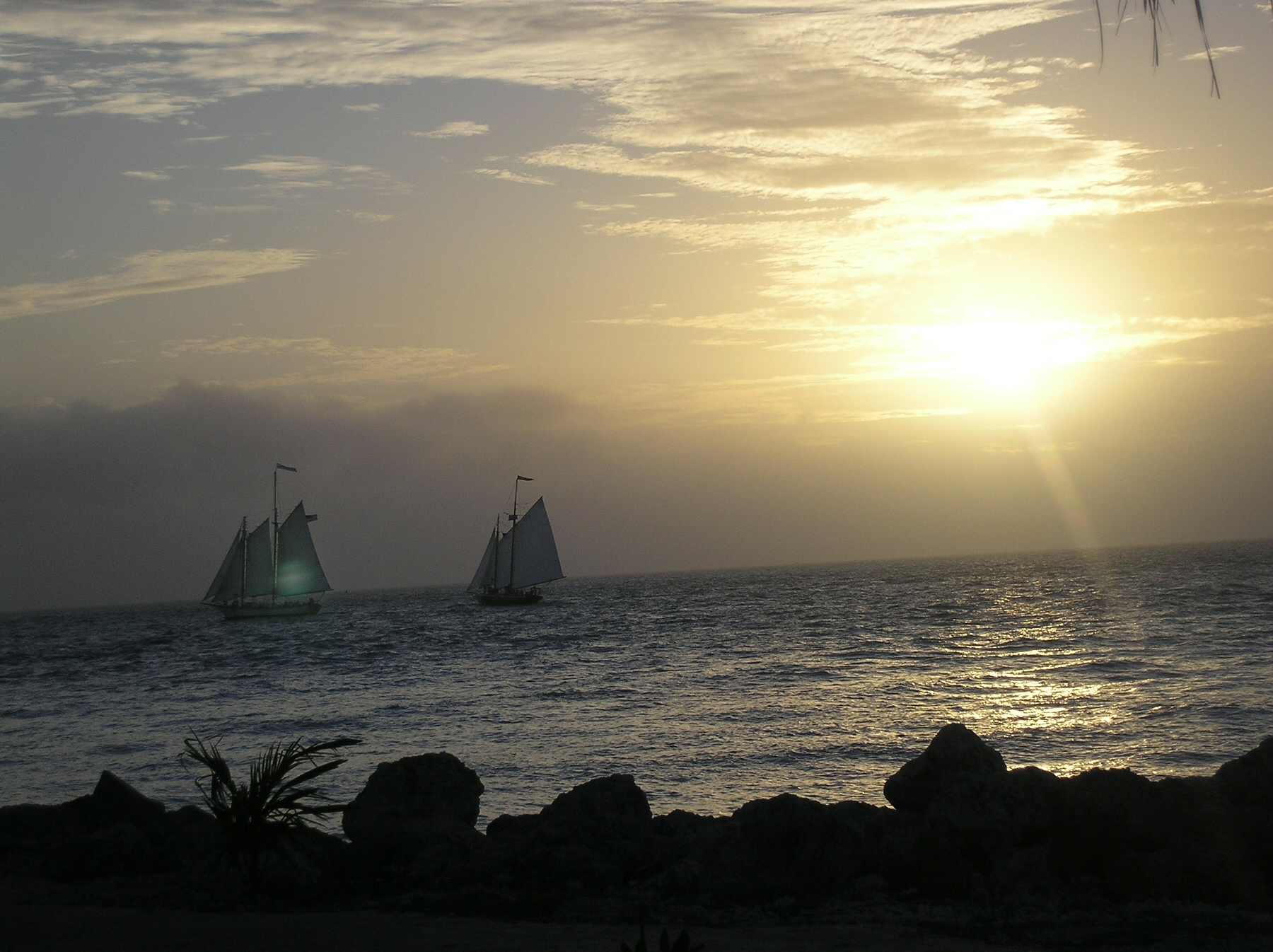
Sonnenuntergang am Fort Zachary Taylor State Park

## Flora und Fauna
Der Park besitzt die natürliche Vegetation der Küsten der Florida Keys, unter anderem tropische Hartholzbäume und Sträucher, die Unterschlupf und Nahrung für zahlreiche Zugvögel im Herbst und im Frühling bieten. Während des Vogelzugs gilt der Park deshalb als ausgezeichneter Vogelbeobachtungsplatz, da er die größte Grünfläche der Insel Key West bildet und die Insel der letzte Landeplatz zwischen Kuba und Florida ist. Fregattvögel und andere für die USA ungewöhnliche und seltene Vögel wurden schon bei Fort Taylor gesichtet, 2006 wurde der Bahama-Tyrann im Park gesichtet, ein Vogel, der sonst in den USA nicht vorkommt. Der Park gehört zum Great Florida Birding Trail, einem 3200 Kilometer langen Netzwerk von 500 Parks und Vogelschutzgebieten der Florida Fish and Wildlife Conservation Commission. Das Meer um den State Park enthält eine reiche tropische Meeresfauna mit Papageienfischen, Gelbschwanz-Schnapper, Hummer und verschiedene Korallen. In den tieferen Zonen kommen auch andere Fische wie Dunkle Riesenzackenbarsche (Epinephelus lanceolatus) oder Atlantischer Tarpun vor.

## Touristische Einrichtungen
Der Besuch des Parks ist gebührenpflichtig. Die Festung kann mit oder ohne Führung besichtigt werden. Fort Taylor enthält die größte Sammlung von Geschützen aus der Zeit des US-Bürgerkriegs. Im angeschlossenen Museum werden weitere restaurierte Fundstücke der Ausgrabungen gezeigt. 
Durch den Park führen drei kurze, mit Bäumen bestandene Wege, darunter ein etwa ein Kilometer langer Radweg entlang des Festungsgrabens. Der Strand im Süden des Parks gilt als bester Strand von Key West und ist bei Schwimmern und Schnorchlern beliebt. Das Wasser gilt wegen seiner geringen Tiefe von bis zu sechs Metern und der ausgezeichneten Wasserqualität als hervorragendes Tauchgebiet.
Ein Steindamm an der Hafeneinfahrt kann als Angelpier genutzt werden und bietet, da das Wasser hier zehn Meter tief ist, gute Fangmöglichkeiten für Meeresfische.